# Раствор Коллинза
Раствор Коллинза (англ. Collins Solution) — перфузионный раствор для хранения и промывки при трансплантации органов. Состав: калий, магний, фосфат, сульфат и глюкоза.
Евро-Коллинз — вышедшая вскоре версия раствора Коллинза, не содержащая магния, с целью предотвратить осаждение в виде фосфата магния, набравшая популярность при работе с почками.
В 1955 году в советском журнале «Бюллетень экспериментальной биологии и медицины» вышла статья, описывающая основные принципы холодного хранения органа, через вливание раствора в донорский орган и последующее его хранение при низкой температуре, с целью понижения молекулярной кинетики метаболической активности, которая могла бы привести к разрушению клеток.
Основываясь на этой работе в 1969 году хирург из Сан-Диего Джефри Коллинс вместе со своими коллегами разработал простой метод холодного хранения консервации органов при управляемой гипотермии. Раствор содержал высокий уровень калия и имитировал внутриклеточный состав почки. Он также содержал высокий уровень глюкозы, который выступал в качестве эффективного осмотического агента. Это помогало остановить набухание клеток. Магний был добавлен в качестве мембранного стабилизатора, однако фосфат магния образовывал нежелательный осадок. Чтобы устранить эту проблему, был разработан модифицированный раствор Коллинза (Euro-Collins), который не содержал магний. Из-за относительной простоты получил быстрое распространение в 1970-х годах.